# Заключная
Заключная — деревня в городском округе Перевозский Нижегородской области. Население 47 (2010) человек

## Общая физико-географическая характеристика
Географическое положение
По автомобильным дорогам расстояние до областного центра города Нижнего Новгорода составляет 110 км, до административного центра города Перевоз — 8,3 км.
Часовой пояс
Заключная, как и вся Нижегородская область, находится в часовой зоне МСК (московское время). Смещение применяемого времени относительно UTC составляет +3:00.

## История
До 31 мая 2017 года входила в состав Центрального сельсовета.

## Население
| 2002 | 2010 |
| ---- | ---- |
| 54   | ↘47  |

Национальный состав
Согласно результатам переписи 2002 года, в национальной структуре населения русские составляли 93% из 54 человек.